# Urs Josef Walker
Urs Josef Walker (* 11. August 1800 in Oberdorf, Kanton Solothurn; † 5. November 1855 ebenda) war ein Schweizer Vermessungsingenieur und Kartograf.

## Leben und Werk
Urs Josef Walker war ein Sohn des Bäckers und Gerichtsweibels Josef Walker und der Maria, geborene Fluri. Er besuchte von 1811 bis 1820 das Kollegium in Solothurn und liess sich anschliessend in Zürich, München und vor allem in Genf bei Henri Dufour zum Kartograf ausbilden. Die dafür nötige finanzielle Unterstützung erfuhr er durch seinen Gönner Johann Baptist Reinert. 
Unter Dufour absolvierte er an der neu errichteten Militärschule in Thun die Offiziers-Ausbildung. 1822 war er Unterleutnant und ab 1825 gleichzeitig als Genieleutnant und Geometer tätig. Ab 1823 leitete er die neu gegründete «Theoretische Militärschule» in Solothurn. Diese sollte die Solothurner Absolventen in Mathematik, Topografie, Strategie, Statistik und Mechanik auf die Kurse in Thun vorbereiten. Da die mehrheitlich aristokratischen Offiziers-Absolventen es unter ihrer Würde empfanden, von einem Abkömmling aus der Landschaft unterrichtet zu werden, war das Unternehmen für Walker ein Misserfolg und endete im Zerwürfnis mit seinem ehemaligen väterlichen Freund Dufour. Als Geniehauptmann war Walker von 1833 bis 1847 im Eidgenössischen Generalstab tätig.
Zusammen mit dem Mechaniker Anton Kaufmann sowie dem aus Bellach stammenden Botaniker Jakob Alois Roth (1798–1863) und dem Maler Martin Disteli arbeitete er im Mitarbeiterstab von Franz Joseph Hugi mit. Während ihren gemeinsamen Forschungsreisen ins Schwarzbubenland, in den Jura und später in die Berg- und Gletscherwelt der Alpen sammelte Walker reiche Erfahrung im Bereich der topografischen Vermessung unter erschwerten Bedingungen. 1823 war er ein Gründungsmitglied der Naturforschenden Gesellschaft Solothurn und hielt dort zahlreiche Vorträge. 
Zudem machte sich Walker als Vermessungsingenieur im Alpenraum und im Kanton Solothurn verdient. Als solcher schuf er von 1828 bis 1832 eine der ersten genauen Landkarten des Kantons Solothurn, die Walker-Karte. Es ist jedoch nicht bekannt, in welchem Umfang er in den vier Jahren seiner Arbeit den Kanton selbst begangen und vermessen hat. Die vier Gesamttafeln wurden bei Godefroy Engelmann in Paris gestochen. Die Karte, die als sein Meisterwerk gilt, widmete Walker der Regierung von Solothurn. Dufour übernahm von der Walker-Karte mit Ausnahme des Teils Olten–Gösgen, die 1845 durch Ernst Rudolf Mohr geschaffen wurde, die Abschnitte Günsberg–Balsthal–Seewen für die Dufourkarte. Kaum war die Karte erstellt, erfolgte aufgrund des Strassengesetzes von 1836 der Ausbau des solothurnischen Strassennetzes.
Obwohl Walker zeitweilig an psychischen Störungen litt, wurde er weitere Jahre für kantonale Vermessungsaufgaben verpflichtet. So machte er u. a. 1845 und 1849 die Vermessungen der Klostergüter von Mariastein. Danach verlieren sich seine Spuren. Dank einer Sonderbewilligung des Regierungsrats konnte Walker als Katholik 1834 die reformierte Elisabeth, geborene Eberhard, heiraten.